# Andrzej Szczypiorski
Andrzej Szczypiorski (/ˈandʐeɪ̯ ʂt͡ʂɨˈpʲɔrski/ⓘ) (3 de febrero de 1928 - 16 de mayo de 2000) fue un novelista y político polaco. Fue participante del Alzamiento de Varsovia, activista de Solidaridad y preso durante la Ley marcial en Polonia. También se desempeñó como miembro del Senado de Polonia. De su obra literaria destacan Una misa por la ciudad de Arras (1971) y La bella señora Seidenman (1986).

## Biografía
Hijo de Adam Szczypiorski , un activista político, historiador y matemático, y Jadwiga Epsztajn, tenía una hermana, Wiesława (1924-1945). Pasó su infancia en Varsovia. Durante la Segunda Guerra Mundial, Szczypiorski estudió en una universidad clandestina llamada "universidad volante" debido al cambio regular de su ubicación por seguridad. 
Era partidario del Armia Ludowa y fue participante activo del Alzamiento de Varsovia de agosto a octubre de 1944. Después del levantamiento fue arrestado con su padre y condenado a prisión en el campo de concentración de Sachsenhausen, donde permaneció hasta abril de 1945. Su hermana luchó, como él, en el ejército clandestino.
Se casó con Elżbieta Borowiecka
De 1946 a 1947 estudió Ciencias políticas en la Academia Diplomática Consular de Varsovia. Entre 1948 y 1956, Szczypiorski trabajó como editor en el Teatro Katowice Silesian y en 1955-1956 en el Teatro Wyspianski de esa ciudad. En 1952, hizo su debut literario en la revista Życie Literackie utilizando el seudónimo Maurice S. Andrews, publicando también varias novelas de misterio, y fue admitido en la Unión de Escritores Polacos. Ganó el Premio estatal austriaco de literatura europea en 1988.
De 1956 a 1958, fue seleccionado para servir en la Embajada de Polonia en Dinamarca, después de lo cual volvió a trabajar como editor en la radio y para publicaciones. Posteriormente, Szczypiorski se distanció del sistema comunista. La ruptura final se produjo luego de la campaña antisemita de 1968 en Polonia. Su novela de 1971 “Una misa por la ciudad de Arras” fue una crítica apenas velada de los acontecimientos de la época. Desde entonces, sus obras, que habían sido aclamadas en el exterior, sólo pudieron circular en su tierra natal en ediciones clandestinas.
En 1974 fue signatario de la Carta 15 sobre la situación de los polacos en la URSS. A fines de la década de 1970, se unió a la oposición democrática (KOR). También fue colaborador del Acuerdo de Independencia de Polonia. En 1977, su prólogo al libro "Conversaciones con el verdugo" de Kazimierz Moczarski, desencadenó interminables campañas de desprestigio por parte de los órganos del partido comunista. A partir de ese momento, publicó cada vez con más frecuencia en periódicos de oposición de circulación clandestina, lo que provocó su internamiento tras la declaración de la ley marcial en diciembre de 1981. Después de los cambios políticos en Polonia en 1989-1991, actuó como representante del Comité de Ciudadanos y luego de la Unión Democrática, fue senador del primer mandato. Actuó por la reconciliación germano-polaca, en 1995 fue galardonado con la Cruz Federal al Mérito por sus esfuerzos en esta área. Estaba a favor de la reconciliación y el acercamiento polaco-judío, dirigió la Sociedad de Amistad Polaco-Israelí (TPPI). También fue embajador de buena voluntad de Unicef. 
Murió a la edad de 72 años a consecuencia de una neumonía. Lo sobrevivieron su esposa Ewa y un hijo, Adam. Poco antes de su muerte, Szczypiorski se convirtió al protestantismo y se encuentra enterrado en el Cementerio Protestante Reformado de Varsovia.
Las investigaciones del Instituto Polaco para la Memoria Nacional (IPN), que se ocupa del análisis de la historia del gobierno comunista en Polonia, han demostrado que Szczypiorski desde 1955 había sido colaborador de la policía secreta comunista polaca (Służba Bezpieczeństwa) en los años del estalinismo. Los detalles de esta colaboración se presentaron en la película Errata do biografii (Corrección de la biografía) de Grzegorz Braun de 2007. Los archivos muestran que su tarea principal fue persuadir a su padre, Adam Szczypiorski, un destacado político del PPS (Partido Socialista Polaco) exiliado en Londres, de que regresara a Polonia, ya que el gobierno comunista quería utilizar el hecho del regreso de un emigrante destacado con fines propagandísticos. En 1955 Adam Szczypiorski volvió a Polonia.

## Temas

### Totalitarismo
Szczypiorski dijo de forma irónica en una entrevista un año antes de su muerte: "Tengo poca imaginación, solo escribo sobre lo que sé." Alemanes y polacos, polacos y judíos, judíos y alemanes: la destrucción de la vida a través del totalitarismo es el dolor insistente y leitmotiv de Szczypiorski; ese totalitarismo que destruye tanto a los secuaces como a los oprimidos, a los perpetradores como a las víctimas.
"Soy un escritor muy monotemático", dice Szczypiorski, "siempre escribo sobre el destino de las personas en los sistemas totalitarios: hicieron de las personas "un cuerpo". Todo su significado se basa en que "el hombre siente su cuerpo, protege su cuerpo, piensa en su cuerpo, porque sólo entonces su espiritualidad es más gravemente herida".
En una carta abierta a Salman Rushdie narró sus experiencias con los diversos totalitarismos: "Su causa prueba que el totalitarismo no ha llegado a su fin. Durante décadas tuve que defenderme de totalitarismos de todo tipo, que querían quitarme la vida, mi libertad, mi dignidad, mi trabajo, mi casa familiar, o algo peor, es decir, convencerme de que no había ningún consejo contra el totalitarismo, tienes que someterte a él y vender tu alma a este demonio. Por suerte logré resistir varios intentos, porque la vida fue bastante amable conmigo; siempre estuve rodeado de personas justas y valientes que me brindaron un apoyo confiable, y a mi lado una mujer amorosa y amada, más firme y valiente que yo."

## Honores
La organización Polska Fundacja Dzieci i Młodzieży, de la que fue presidente, otorga desde el año 2000 el Premio Andrzej Szczypiorski (en polaco: nagroda im. Andrzeja Szczypiorskiego) en su memoria. Se otorga a las personas que han tenido un impacto positivo en su entorno social. El primer premio en 2000 fue para Marzena Łotys, presidenta de Stowarzyszenie Edukacja Inaczej. 
En octubre de 2006, en la Casa Szczypiorski, en las inmediaciones del campo de concentración de Sachsenhausen, se inauguró un lugar de encuentro internacional de jóvenes, que se ha fijado como objetivo el encuentro y el entendimiento con los polacos. La casa Szczypiorski se encuentra en la antigua villa de servicio del oficial de las SS Theodor Eicke, quien estuvo a cargo de varios campos de concentración.

### Novelas
- 1961: Czas przeszły, Iskry, Warszawa.
- 1966: Podróż do krańca doliny, Iskry, Warszawa.
- 1967: Karol Świerczewski – Walter. W 20 rocznicę śmierci, ZG ZBoWiD, Krajowa Komisja Dąbrowszczaków: „Sport i Turystyka”, Warszawa.
- 1968: Niedziela, godzina 21.10: wybór felietonów radiowych, 1964–1967, Czytelnik, Warszawa.
- 1971: Msza za miasto Arras, Czytelnik, Warszawa. Una misa por la ciudad de Arrás, Circe Ediciones, S.L.U. (1. Juni 1991), ISBN 978-8477650485
- 1980: Trzej ludzie w bardzo długiej podróży, Czytelnik, Warszawa.
- 1983: Z notatnika stanu wojennego, Polonia, Londyn.
- 1986: Początek, Instytut Literacki, Paryż. La bella señora Seidenman, Circe Ediciones, S.L.U. (1. November 1990), ISBN 978-8477650393
- 1990: Amerykańska whiskey i inne opowiadania, Kantor Wydawniczy SAWW, Poznań.
- 1991: Noc, dzień i noc, Kantor Wydawniczy SAWW, Poznań.
- 1994: Autoportret z kobietą, Kantor Wydawniczy SAWW, Poznań.
- 1999: Gra z ogniem, Sens, Poznań.

### Ensayos
- 1977 Prólogo al libro de Kazimierz Moczarski, Gespräche mit dem Henker (polaco: Rozmowy z katem, español: Charlas con el verdugo). Das Leben des SS-Gruppenführers und Generalleutnants der Polizei Jürgen Stroop aufgezeichnet im Mokotow-Gefängnis zu Warschau, 1. Januar 1978, Droste Verlag, ISBN 978-3770005116

## Cinematografía
- 1961 Czas przeszly, basada en su novela homónima, escribió el guion
- 1963 Troje i las, escribió el guion
- 1965 Teatr Polskiego Radia (Serie Podcast)
- - Polowanie na lwy (1965), autor de un episodio
- 1972 Skarb trzech lotrów (TV Movie), basada en la novela policial Wyspa trzech lotrów
- 1970 Szkice warszawskie, basada en una historia corta
- 1973 Opetanie, escribió el guion
- 1975 Doktor Judym, escribió el guion
- 1976 Ocalic miasto, basada en una historia corta
- 1977 Pani Bovary to ja, aportó la idea
- 1979 Pokhishchenie „Savoi“, basada en su novela homónima, escribió el guion
- Teatr Telewizji (Series de Televisión):
- 2003 Piekna pani Seidenman, basada en su novela: La bella señora Seidenman
- 2015 Msza za miasto Arras, basada en su novela: Una misa por la ciudad de Arras